# Dorylus buyssoni
Dorylus buyssoni är en myrart som beskrevs av Santschi 1910. Dorylus buyssoni ingår i släktet Dorylus och familjen myror.

## Underarter
Arten delas in i följande underarter:
- D. b. buyssoni
- D. b. conjugens